# Ulsan HD FC
Ulsan Hyundai FC is een Zuid-Koreaanse voetbalclub. De club is het bezit van het Koreaanse bedrijf Hyundai Motor Company, en komt sinds 1984 uit in de K-League. Thuiswedstrijden worden gespeeld in het Ulsan Munsustadion, in de industriestad Ulsan. In 2012 en 2020 won de club de AFC Champions League.

## Geschiedenis
De club won in 1996 zijn eerste landstitel, daarna presteerde de club lange tijd niet goed. Vanaf 2002 begon de club weer boven in de competitie mee te doen. In 2002 en 2003 werden ze tweede en in 2005 behaalden ze hun tweede titel.
De Koreaanse voetballegende Cha Bum-kun trainde de club van 1991 tot 1994.

## Erelijst

### Nationaal
- K-League 1
  - 1996, 2005, 2022, 2023, 2024
- Beker van Zuid-Korea
  - 2017
- Koreaanse League Cup
  - 1986, 1995, 1998, 2007, 2011
- Koreaanse Supercup 
  - 2006

### Internationaal
- AFC Champions League
  - 2012, 2020
- A3 Champions Cup
  - 2006

## Bekende (ex-)voetballers
- Kim Hyun-seok 1990-1999, 2001-2003
- Yoo Sang-chul 1994-1998, 2002-2003, 2005-2006
- Lee Chun-soo
- Lee Keun-ho
- Park Joo-ho
- Dave Bulthuis
- Rob Landsbergen 1984-1985
- Josip Šimić 2004-2005
- Mislav Oršić 2017-2018
- Júnior Negrão
- Bjørn Johnsen
- Martin Ádám
- Jason Davidson

FC Anyang
Daegu FC
Daejeon Hana Citizen · 
Gangwon FC · 
Gimcheon Sangmu FC · 
Gwangju FC · 
Jeju SK ·
Jeonbuk Hyundai Motors · 
Pohang Steelers ··
FC Seoul · 
Suwon FC ·
Ulsan HD